# یواس‌اس روانوک (سی‌ال-۱۱۴)
یواس‌اس روانوک (سی‌ال-۱۱۴) (به انگلیسی: USS Roanoke (CL-114)) یک کشتی است.